# Тымпал
Тымпа́л — деревня в Ярском районе Удмуртии, входит в состав муниципального образования Уканское сельское поселение.

## География
Располагается при впадении Тымпалки в Саду в 13 км юго-западнее Яра.

## История
По состоянию на 1 августа 1957 года деревня входила в Юрский сельсовет.
Население к 1980 году составляло 120 человек. Деревня была большой — насчитывалось более ста домов. Функционировал медпункт и клуб.
К 2010 году в деревне уже было 3 дома, в которых проживало 4 человека.